# Cicco Simonetta

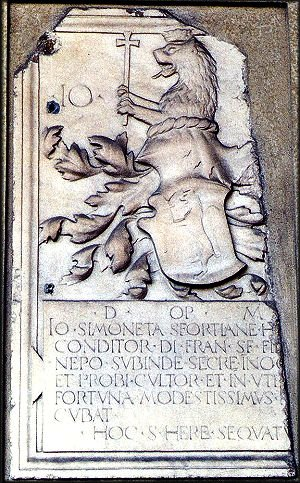
Stemma della famiglia Simonetta

(Niccolò Machiavelli, Istorie fiorentine, XVIII capitolo)
Francesco Simonetta, meglio noto come Cicco Simonetta (Caccuri, 1410 circa – Pavia, 30 ottobre 1480), è stato un politico, diplomatico e crittografo italiano, importante personalità politica del Rinascimento italiano, fu segretario e consigliere dei duchi di Milano Francesco Sforza e Galeazzo Maria Sforza e dal 1450 fino alla morte detenne la carica di capo della Cancelleria Segreta milanese e di conseguenza il controllo dell’intera politica milanese. Il Simonetta raggiunse il proprio apogeo politico con l'avvento al potere della reggenza di Bona di Savoia, la quale lo nominò segretario ducale (primo ministro), carica che gli permise di governare a pieno titolo sul ducato e sulla città di Milano.

## Biografia

### I primi anni
Francesco, detto Cicco, nacque a Caccuri, in Calabria, ricevendo un'ottima educazione: egli studiò presso i padri basiliani dove apprese il latino, il greco, l'ebraico, francese, tedesco e spagnolo, laureandosi in utroque iure probabilmente a Napoli.
Nel 1435, per le sue doti e per le sue conoscenza in ambito amministrativo, venne nominato consigliere personale di Renato d'Angiò a Napoli nell'ambito della contesa tra aragonesi e angioini per il trono partenopeo. Successivamente, su consiglio di suo zio Angelo, si pose dal 1444 al servizio di Francesco Sforza, all'epoca ancora libero condottiero delle proprie milizie. Continuò ad ogni modo a mantenere rapporti con Napoli se nel 1448 venne nominato presidente onorario della Camera Summaria.

### Al servizio degli Sforza

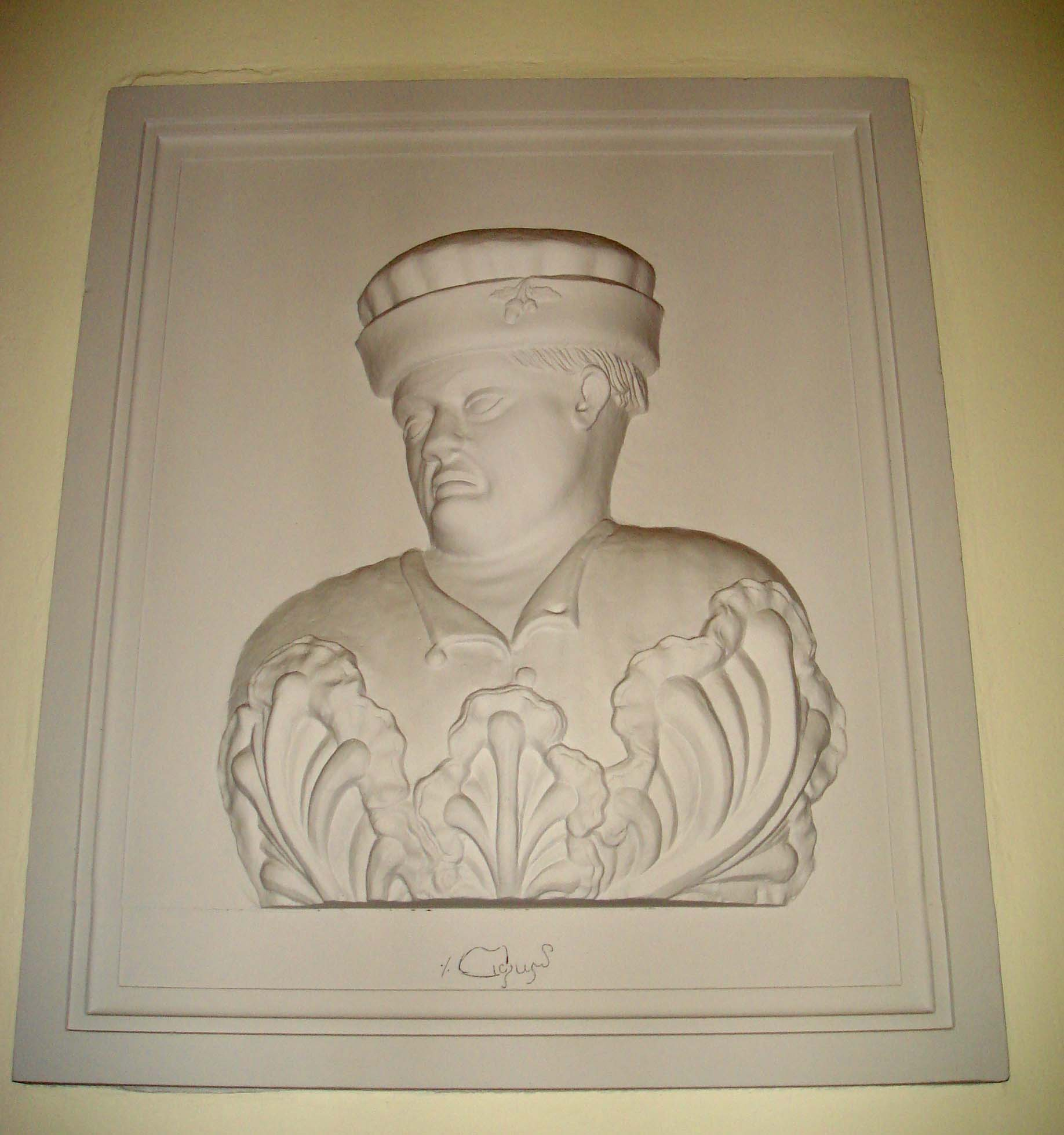
Calco in gesso del ritratto di Cicco Simonetta il cui originale si trova sulla facciata del Duomo di Como.

Ancora giovane dunque si spostò da Napoli a Milano, dove nel frattempo era divenuto cavaliere aurato e segretario di Francesco Sforza che aveva preso possesso del ducato di Milano. Dal 1449, assieme ad Alessandro Sforza, fratello di Francesco, fu legato presso la Repubblica di Venezia. Al Simonetta venne inoltre affidata la gestione della nuova cancelleria ducale, incarico che manterrà per un trentennio. Acquistò quindi il feudo di Sartirana in Lomellina che fece fortificare grazie alla perizia di Aristotele Fioravanti da Bologna e nel 1452 sposò Elisabetta, figlia di Gaspare Visconti, segretario personale del duca. Nel 1456 ottenne la cittadinanza onoraria di Novara, seguita poi da quelle di Lodi (di cui fu anche governatore militare) e Parma. Nel 1465 scrisse le Constitutiones et Ordines per una migliore organizzazione della cancelleria.
Diverrà in seguito segretario anche di Galeazzo Maria Sforza alla morte del duca Francesco. Avviò contemporaneamente la costruzione di due cappelle nella chiesa del Carmine di Milano di cui una dedicata a san Francesco suo patrono. A corte Cicco si occupò di molti aspetti organizzativi: riorganizzò la cappella musicale ducale ove ingaggerà anche Josquin des Prés, patrocinerà e otterrà la dedica del primo libro stampato in greco in Italia, gli Erotemata di Costantino Lascaris e fece venire a Milano Antonello da Messina per lavorare al servizio degli Sforza.

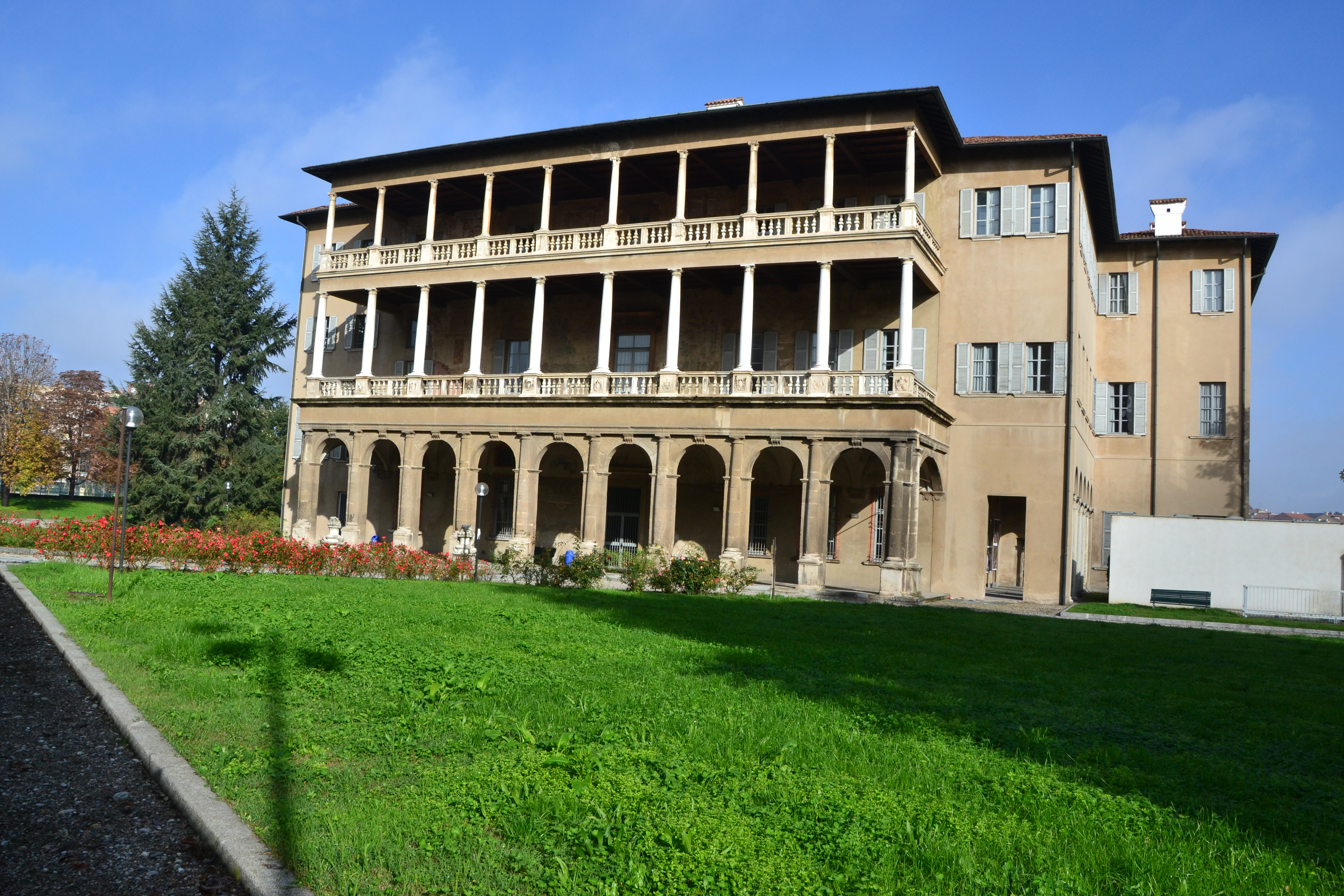
Villa Simonetta, Milano

Nel 1474 il duca nominò il Simonetta tutore dei suoi figli e fece nominare canonico del duomo di Milano uno dei suoi figli che aveva intrapreso la carriera ecclesiastica. Il duca gli donò contestualmente la possibilità di portare uno stemma, composto di un fondo azzurro con un leone rampante d'oro tenente tra le mani una croce latina rossa.

Anche i tre fratelli di Cicco vennero adeguatamente inseriti a corte grazie all'influenza del potente segretario del duca: Angelo venne infeudato delle città di Casteggio, Belgioioso e Lacchiarella, Andrea divenne castellano di Monza mentre Giovanni percepì un generoso stipendio in riconoscimento della sua fedeltà come biografo di corte.
Nel 1476, a seguito dell'assassinio del duca Galeazzo, Cicco Simonetta dalla duchessa Bona di Savoia venne nominato ministro e collaboratore allo scopo di tutelare il potere del piccolo Gian Galeazzo Sforza di soli 8 anni; questo gli permise di governare a pieno titolo la città di Milano, lasciando alla duchessa poche e secondarie decisioni.

Questo criptogoverno del Simonetta fu mal visto dai milanesi, in primis perché essi a più riprese ritennero di dover rendere fedeltà unicamente al duca, ma anche per le grandi quantità di ricchezze personali accumulate grazie al proprio incarico presso la cancelleria Ducale, e per le sue origini non milanesi.

### La caduta in disgrazia e la tragica fine
Questa situazione di emarginazione della duchessa e il malcontento popolare portarono Bona di Savoia ad un allontanamento progressivo dal Simonetta in favore del cognato Ludovico il Moro; la determinazione di quest'ultimo e l'arrendevolezza della duchessa fu la rovina del Simonetta il quale, nonostante cercasse di non far scendere a patti la duchessa e il Moro, finì per pronosticare alla duchessa: 
(Francesco Simonetta, stralcio di documento riportato da Daniela Pizzagalli in "La Dama con l'ermellino")
Il Moro entrò in Milano con la scusa di liberare la duchessa Bona di Savoia dall'oppressione del potere del Simonetta e il popolo dalla tirannia che questo potere scaturiva; i milanesi lo accolsero festanti e la duchessa patrocinò la causa di Ludovico introducendolo segretamente nel castello.
Il Simonetta venne arrestato e di lì a poco processato; Il Moro affidò l'istruzione del processo a Giovanni Antonio Aliprandi, che in passato era stato torturato dal Simonetta, nonché il capitano di giustizia Borrino Colla, il giureconsulto Teodoro Piatti e l'avvocato Francesco Bolla, tutti notoriamente avversi all'ex segretario ducale, in modo da assicurarsene la colpevolezza. Assistito da Ambrogio Opizzoni, professore di legge nell'ateneo pavese, Simonetta venne imputato di 22 capi d'accusa. Gli fu chiesto di pagare 50 000 ducati per sottrarsi alla condanna a morte, ma questi rifiutò, adducendo di aver accumulato le proprie ricchezze nel tempo per garantire un futuro ai figli e che non avesse alcun senso da parte sua, ormai vecchio e malato, privarli di tanto pur di vivere qualche mese in più. Il 29 ottobre il Simonetta fu processato, dichiarato colpevole e il giorno successivo decapitato presso il rivellino del castello di Pavia prospiciente il Parco Visconteo. Fu poi onorevolmente tumulato nel chiostro della chiesa di Sant'Apollinare, andata distrutta nel 1525 durante la battaglia di Pavia. Il fratello Giovanni fu trasferito in una cella a Vercelli.
Ludovico il Moro assunse la reggenza per il nipote, estromettendo poi definitivamente dal governo dello stato sia lui che la madre Bona di Savoia.

## Le "Regole di decrittazione"
L'anno 1474 rappresentò il culmine della fama e del potere di Cicco. Egli scrisse le sue Regole per la decrittazione di documenti cifrati senza possedere la chiave (Regule ad extrahendum litteras ziferatas sine exemplo).
La presente traduzione dal latino in italiano è dovuta a Luigi Sacco. Sono state apportate correzioni ortografiche minori. Gli incisi tra parentesi (e la numerazione delle regole) non fanno parte del testo originale di Cicco e sono state aggiunti per chiarezza.
1. Anzitutto bisogna accertare se il testo è steso in latino oppure in volgare, la qual cosa potrai apprendere in questo modo: guarda se le parole da decifrare hanno soltanto cinque diverse finali oppure meno, oppure più: invero se le finali sono soltanto cinque o meno, puoi giudicare che il testo sia in volgare, mentre se sono più di cinque puoi ritenere che il testo sia in latino; ciò perché tutte le parole in volgare della nostra lingua terminano con una vocale e le vocali sono cinque: A, E, I, O, U. Se invece le parole del testo avranno un numero di finali maggiore di cinque, puoi stimare che il testo sia in latino e ciò perché le parole latine ossia letterarie possono terminare con una vocale, oppure con una semivocale: l, m, n, r, s, x, o una muta come b, c, d, f, g, k, q, p, t.
2. Altra regola allo stesso scopo di conoscere se il testo proposto è in volgare oppure in latino, ovvero "littera". Verifica se nel testo da decifrare si moltiplichino ovvero appaiano di frequente parole rappresentate soltanto da una cifra perché se ciò accade è verosimile che il testo sia in volgare e ciò perché nel volgare le parole rappresentate da una sola cifra sono molto frequenti, mentre sono rare in latino, oppure in "littera"; in latino le parole rappresentate da un'unica lettera o cifra sono soltanto quattro e cioè le preposizione e, a, l'avverbio vocativo o, e il verbo imperativo i, le quali monolettere di rado si trovano nei testi ad eccezione della preposizione a.
3. Inoltre esamina se nel testo proposto si moltiplicano e sono frequenti parole di due oppure tre lettere o cifre, e deducine allora che il testo è in volgare; ciò perché parole di tal genere sono più frequenti nel volgare che nel latino.
4. Quando dunque per mezzo delle regole predette ti sembra che il testo proposto sia in volgare, oppure sia in latino, oppure in "littera", se sarà in volgare potrai subito accertare quali cifre ti rappresentino le vocali in genere e ciò perché le cifre che si trovano alla fine delle parole sono sempre vocali negli idiomi di tutta l'Italia. Dopo che col sistema ora detto ti saranno note le vocali, considera quale, tra le cifre che si trovano alla fine delle parole, si ripete più di frequente nei monosillabi e nelle monolettere oppure monocifre, perché è possibile e abbastanza probabile che tale cifra rappresenti la e; ciò perché questa è un verbo ausiliare molto frequente nelle parole del volgare ed appare spesso anche come congiunzione.
5. Inoltre nei testi volgari farai molta attenzione alle parole di due cifre soltanto, perché molte di queste cominciano con l e ciò perché gli articoli che si prepongono ai sostantivi sono lo e la al singolare, e li e le al plurale.
6. Così pure bisogna considerare le parole di tre cifre soltanto e osservare se qualcuna di queste spesso si ripete nel testo proposto; ciò perché la parola che spesso si ripete nel volgare.
7. Se invece ti sembrerà che il testo sia in latino e non in volgare, considera allora la cifre che sono alla fine delle parole e fra queste osserva quelle che più spesso si ripetono perché è probabile che esse siano: o vocali, oppure s,oppure m, oppure t; ciò perché la maggior parte delle parole latine hanno desinenza in vocale, o in s,o in t, e poche di esse terminano in una muta che non sia la t, ad eccezione di: ab, ad, quod che sono abbastanza frequenti nei testi.
8. Altra regola (per il latino). Esamina se nel testo c'è qualche parola rappresentata da un'unica cifra e deducine che quella cifra rappresenta a perché nei testi latini raramente figurano parole di una sola lettera che non sia la preposizione a, come sopra si è detto.
9. Altra regola (per il latino). Esamina le cifre che si trovano alla fine delle parole e che, come già detto, spesso rappresentano qualche vocale, oppure s, oppure m, oppure t, e guarda se qualcuna di queste la ritrovi in parole di una o due cifre; se la ritrovi in una parola di una cifra allora questa cifra rappresenta una vocale perché nessun monosillabo né sillaba può resistere senza vocale, e questa vocale potrà essere a e i o u, ma è più probabile che sia la preposizione a come sopra si è detto. Se invece la ritrovi in una parola di due cifre allora ripassati nella mente tutte le parole di due lettere soltanto e specialmente quelle che più spesso ricorrono nei testi, come: et, ut, ad, si, me, te, se. E affinché non te ne dimentichi qualcuna ti scriverò qui di seguito tute le parole di due lettere soltanto, ovvero la massima parte di esse, che sono: ab, ac, ad, an e at, da, de e do, ea, ei, eo, et, ex ed es, he e hi, id, ii, in, ir, is e it, me e mi, na, ne e ni, ob e os, re, se, tu e te, ve e vi, ut.
10. Altra regola (per il latino). Esamina se nel testo vi sono parole di tre cifre soltanto, di cui la prima sia la stessa oppure simile all'ultima, perché probabilmente questa parola rappresenterà non che spesso ricorre nei testi, oppure sis, ovvero ibi; ed esamina anche le altre parole di tre lettere di cui la prima sia simile all'ultima, come ala, ama, ana, ara, ede, eme, ere, ehe, ixi, ivi.
11. Altra regola (per il latino). Esamina se nel testo ci sia qualche parola o parole in cui una cifra appaia triplicata dopo un intervallo perché tale cifra rappresenterà u, ad es.: "ut uvula".
12. Altra regola (per il latino). Considera se nel testo qualche cifra è doppia, specialmente nelle parole di quattro cifre, perché probabilmente tale cifra rappresenterà l oppure s che spesso sono doppie come in esse e ille.
13. Altra regola ed ultima, comune sia ai testi volgari che a quelli latini. Esamina se nel testo c'è qualche cifra a cui sempre o dovunque faccia seguito una stessa cifra, perché la prima cifra rappresenterà q, e l'altra che la segue rappresenterà u; ciò perché dopo q viene sempre u; inoltre la cifra che segue quella rappresentante u è sempre una vocale, perché dopo la sillaba qu viene sempre un'altra vocale.

Tuttavia le regole predette possono esser rese inutilizzabili in molti modi, sia scrivendo in cifre una parte del testo in volgare, ed una parte in latino; oppure interponendo ed aggiungendo al testo delle cifre che non rappresentano alcuna lettera (nulle) e ciò specialmente nelle parole di una o due oppure tre cifre o lettere; o anche cifrando con due alfabeti completamente diversi; o infine cifrando q e u con la stessa unica cifra.»
Utilizzando questo testo, un discendente di Cicco Simonetta, Marcello Simonetta, docente di Storia negli Stati Uniti, ha scoperto la chiave per decriptare una lettera cifrata che aveva trovato nell' archivio privato Ubaldini a Urbino, una lettera inviata dal duca di Urbino ai suoi ambasciatori a Roma due mesi esatti prima che la Congiura dei Pazzi avesse luogo. In quella lettera ci sono le prove del coinvolgimento diretto di Federico da Montefeltro nella storica vicenda. Il professore della Wesleyan University così racconta la sua scoperta: «Mi sono basato sulla frequenza delle vocali e la combinazione di alcuni gruppi di lettere. Credevo di non venirne mai a capo. Alla fine, dopo circa un mese di lavoro, sono riuscito a penetrare il codice. Mi ha aiutato la ripetizione di una serie di simboli, che corrispondevano a sua santità, il papa Sisto IV». Il risultato della ricerca è stato pubblicato su "Archivio storico italiano", una delle più importanti riviste in campo storiografico.

## Matrimonio e figli
Nel 1452, Cicco sposò Elisabetta Visconti, figlia di Giacomo (segretario ducale), dalla quale ebbe:
- Giovanni Giacomo (n. 29 settembre 1452)
- Margherita (n. 26 ottobre 1456), sposò Guido Galeotto Torelli di Guastalla
- Antonio (n. 23 dicembre 1457)
- Sigismondo (n. 27 maggio 1459)
- Ludovico (n. 14 settembre 1460)
- Ippolita (n. 12 agosto 1461), sposò nel 1479 Gaudenzio, capitano del duca d'Austria.[8]
- Cecilia (n. 12 gennaio 1464), sposò Gaspare Visconti

Ebbe inoltre una relazione con tale Giacomina da Lodi che lo rese padre di due figli tra il 1451 ed il 1453.

## Riconoscimenti
A Caccuri, in via Simonetta, una lapide marmorea è affissa sul muro della casa dove nacque lo statista, per ricordare il più celebre dei suoi cittadini.